# 高分子场论
高分子场论（Polymer field theory）是描述高分子体系统计行为的统计场论。它是这样得到的：标准的配分函数是粒子自由度的多维积分，通过Hubbard-Stratonovich 变换将标准的配分函数转为辅助场的泛函积分。高分子场论的计算机模拟是高分子物理中新兴的模拟方法，已经得到很多重要结果，并且仍在快速发展中。